# Erand Hoxha
Pour les articles homonymes, voir Hoxha.
 (février 2018).
Erand Hoxha, né le 5 décembre 1987 à Librazhd (Albanie), est un acteur albanais.
Il est surtout connu pour ses rôles dans Alerte Cobra, Fast and Furious 8, Longmire et The Night Manager.

## Biographie
Erand Hoxha est né le 5 décembre 1987 à Librazhd, (Albanie). Il est le fils de Sherif Hoxha et Tasha Hoxha.

## Filmographie

### Acteur

#### Télévision
- 2015 : Unreal Estate : conducteur de taxi
- 2016 : Longmire : Rolf
- 2016 : Bates Motel : Tour

#### Cinéma
- 2013 : Combustion : Gorille 2
- 2013 : The Best Offer : Dealer
- 2014 : Albanian Action : Shottas
- 2014 : Kite : l'avocat
- 2014 : Jack Ryan: Shadow Recruit : Chauffeur de Cherevin
- 2015 : Drejt Fundit : Papo
- 2015 : Alerte Cobra : Police Force
- 2015 : Lavalantula : Stuns Spider
- 2016 : Una (film) : Packer
- 2016 : Warrior Road : Andy
- 2016 : Fuoco amico : Officier de Police
- 2016 : Pit Stop Mafia : Zjarrmi
- 2016 : The Night Manager : Garde
- 2016 : Quantum Break : Sniper
- 2016 : Auf kurze Distanz : Policier #2
- 2016 : Real Detective : Détective Hogan
- 2017 : Elvis Walks Home : Deniro
- 2017 : Warrior Road : Andy
- 2017 : Fast and Furious 8 : Touriste

### Producteur
- 2013 : The Last Sight
- 2014 : Albanian Action
- 2014 : Gledi
- 2014 : Metropol
- 2016 : Pit Stop Mafia
- 2016 : Cheating for Papers